# Elecciones del Consejo Regional de Reunión de 1986
Las elecciones del Consejo Regional se celebraron en Reunión en 1986 como parte de las elecciones regionales francesas más amplias. La alianza Agrupación por la República - Unión por la Democracia Francesa siguió siendo la más grande en el Consejo Regional, ganando 18 de los 45 escaños.

## Resultados
|  | 36.78 % |

|  | 28.19 % |

|  | 17.26 % |

|  | 14.06 % |

|  | 2.24 % |

|  | 1.43 % |